# Хотушь
Хотушь — село в Ясногорском районе Тульской области России. 
В рамках административно-территориального устройства является центром Хотушской сельской территории Ясногорского района, в рамках организации местного самоуправления включается в  Теляковское сельское поселение.

## География
Расположено в 39 км к северо-востоку от Тулы и в 7 км к северо-востоку от райцентра, города Ясногорска.

## Население
| 2002 | 2010 |
| ---- | ---- |
| 486  | ↘450 |

Население — 450 чел. (2010).